# ネパール共産党連合派
ネパール共産党ユナイテッド派（英:Communist Party of Nepal (United)）はネパールの政党。2007年、ネパール共産党ユナイテッド・マルクス主義派から分裂して成立。議長はチャンドラ・デヴ・ジョシ、総書記はガネシュ・シャー。
2008年4月10日の制憲議会選挙では5議席を獲得している。8月に行われた首相選挙では毛沢東派のプラチャンダ首相に投票し、総書記のガネシュ・シャーは科学技術･環境大臣として入閣している。
その後、2017年に毛沢東派（後に統一共産党の統合されネパール共産党）に組み込まれた